# Lijst van personen overleden in augustus 2016
Dit is een lijst van bekende personen die zijn overleden in augustus 2016.

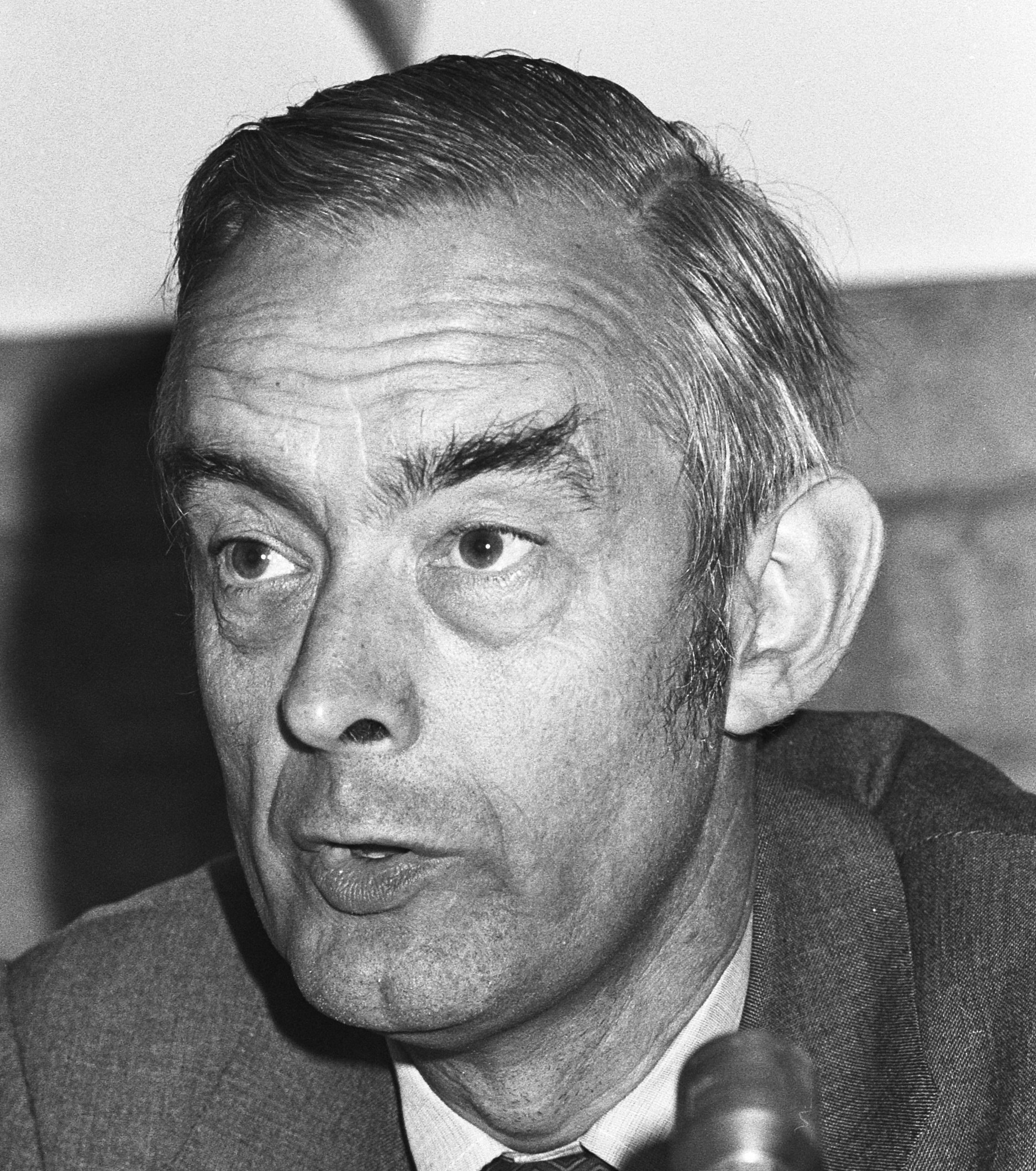
Harrie Langman
1 augustus

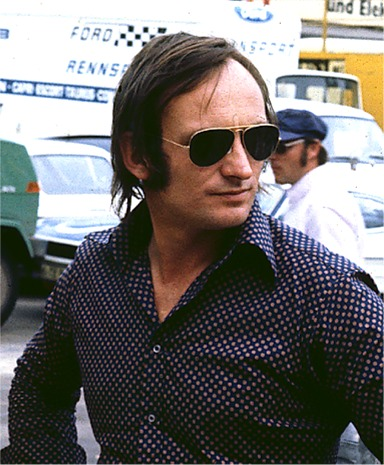
Chris Amon
3 augustus

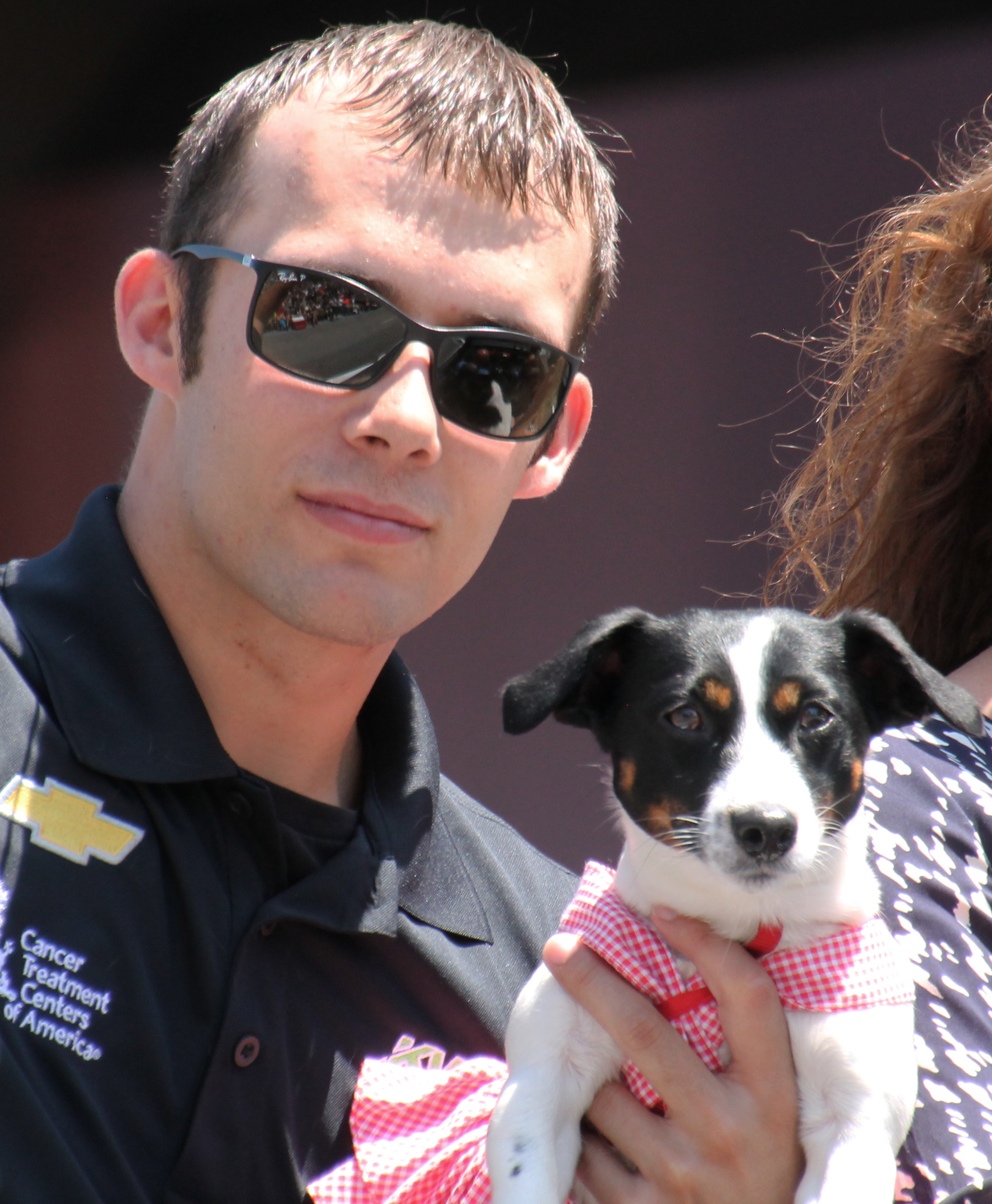
Bryan Clauson
7 augustus

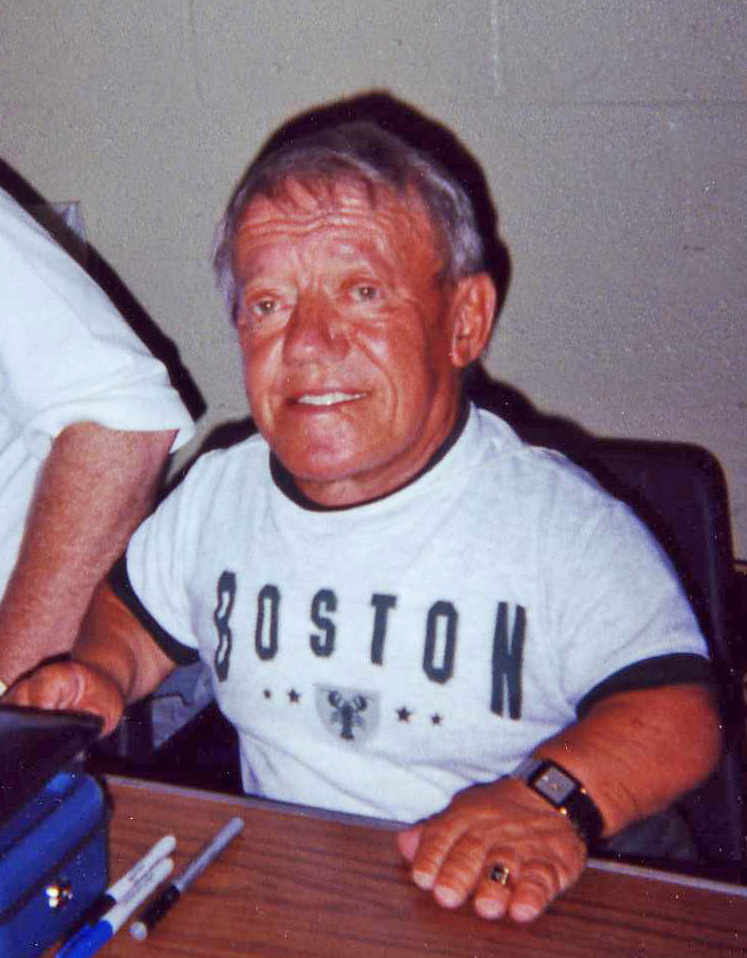
Kenny Baker
13 augustus

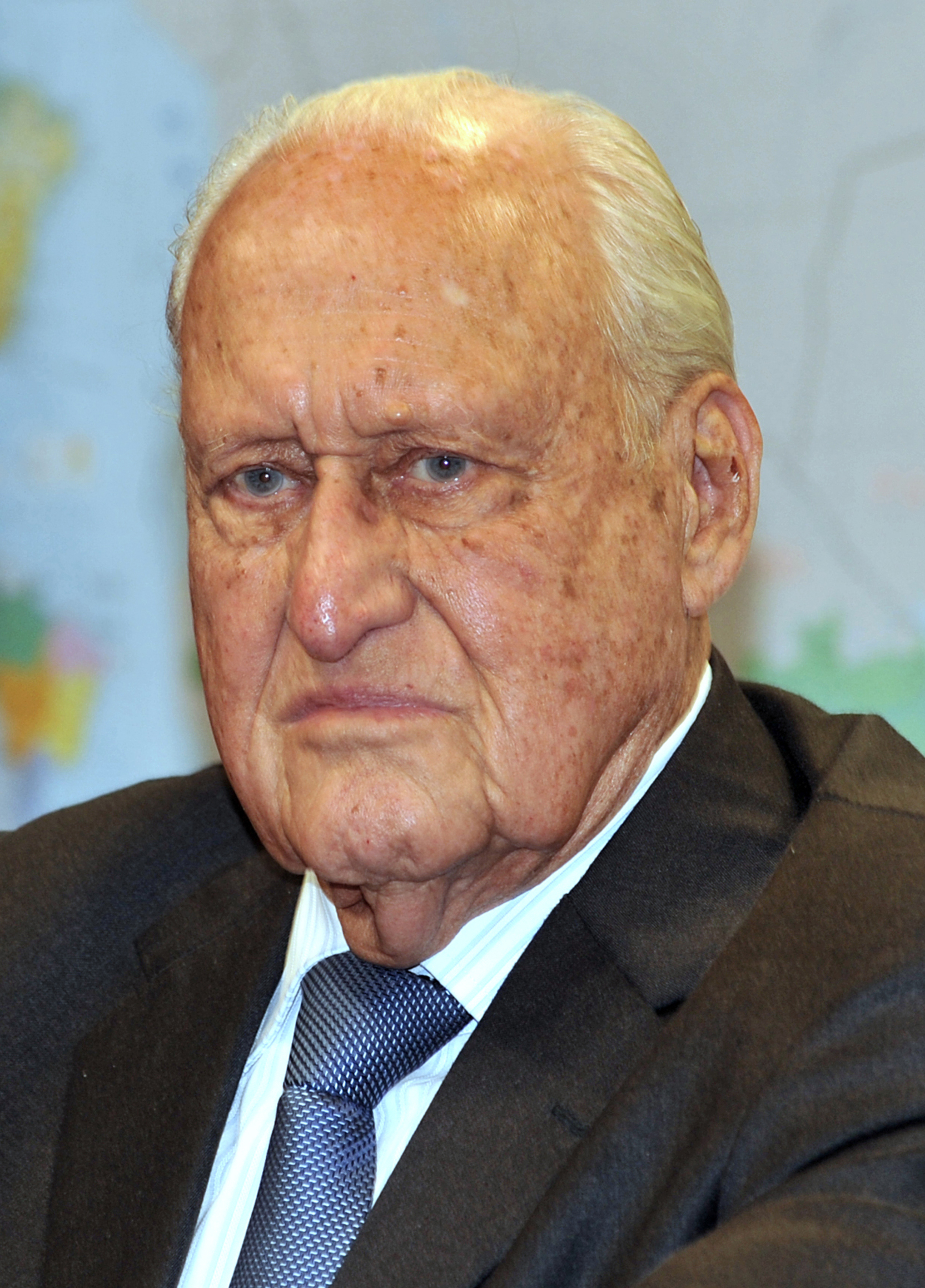
João Havelange
16 augustus

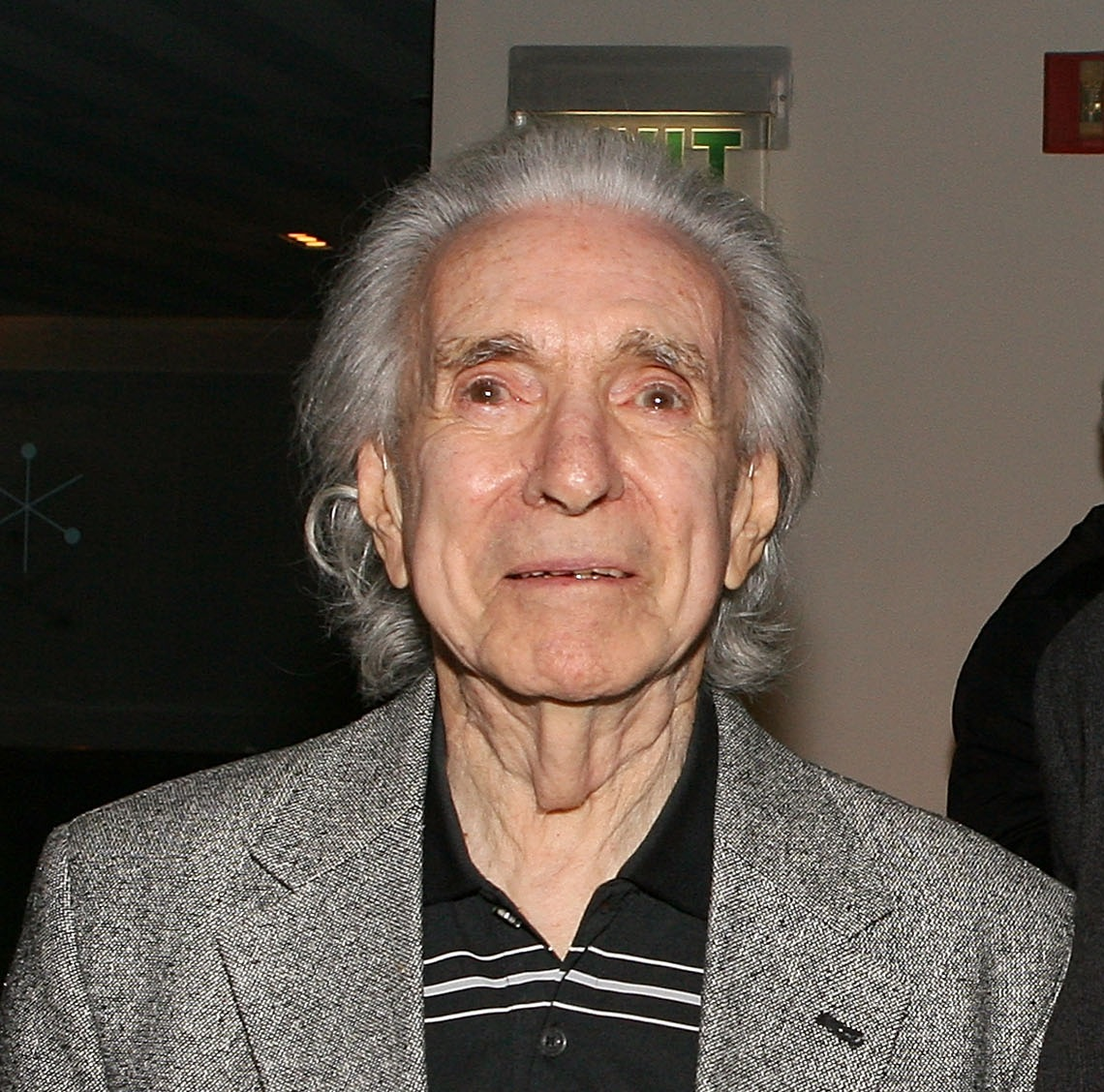
Arthur Hiller
17 augustus

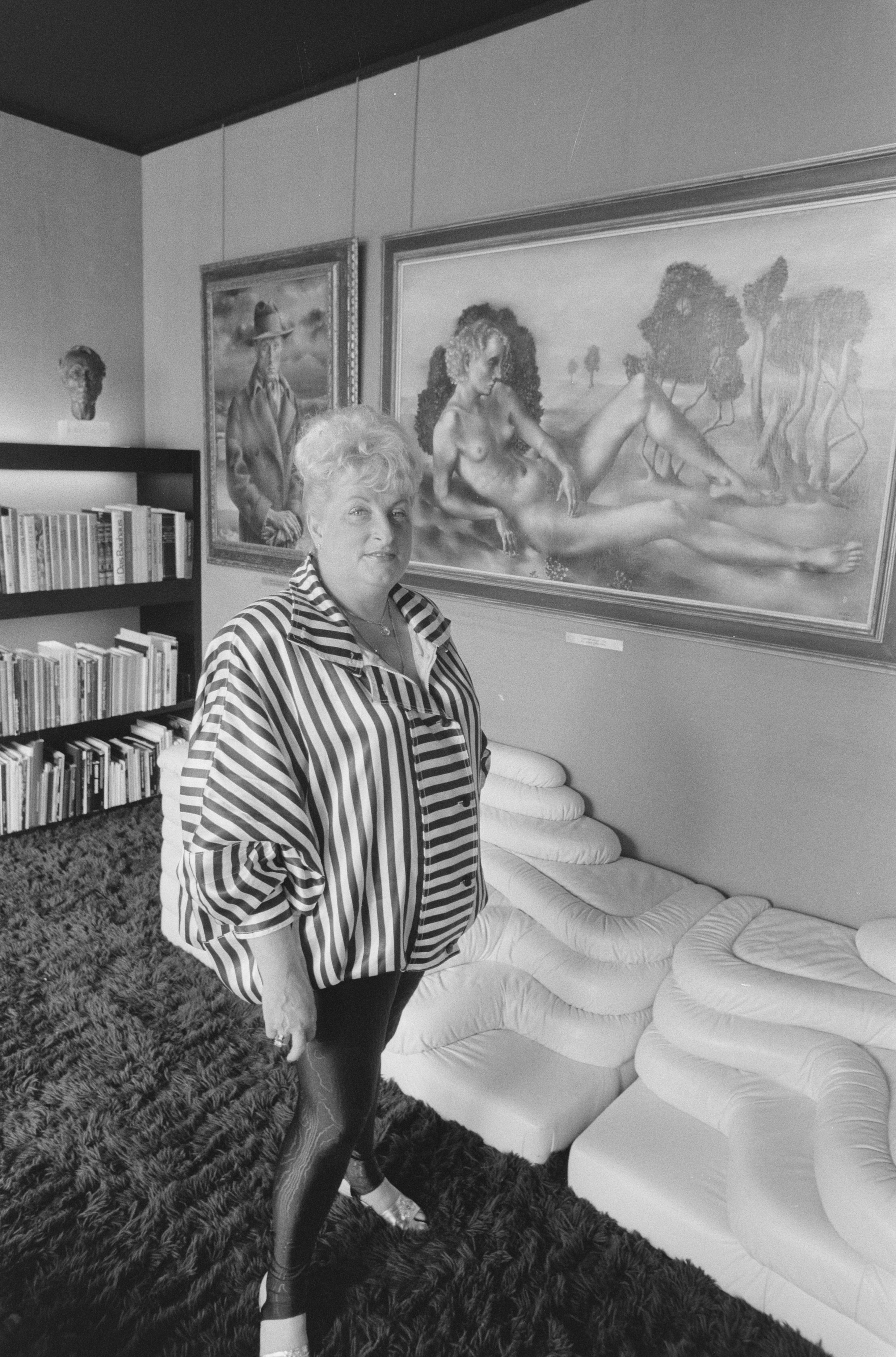
Miep Brons
19 augustus

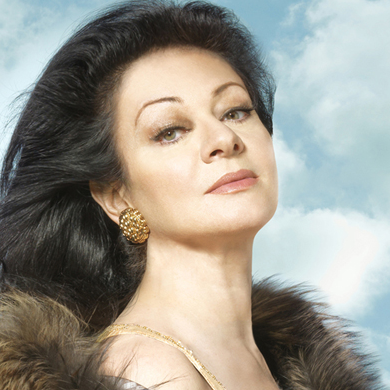
Daniela Dessì
20 augustus

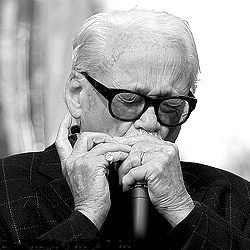
Toots Thielemans
22 augustus

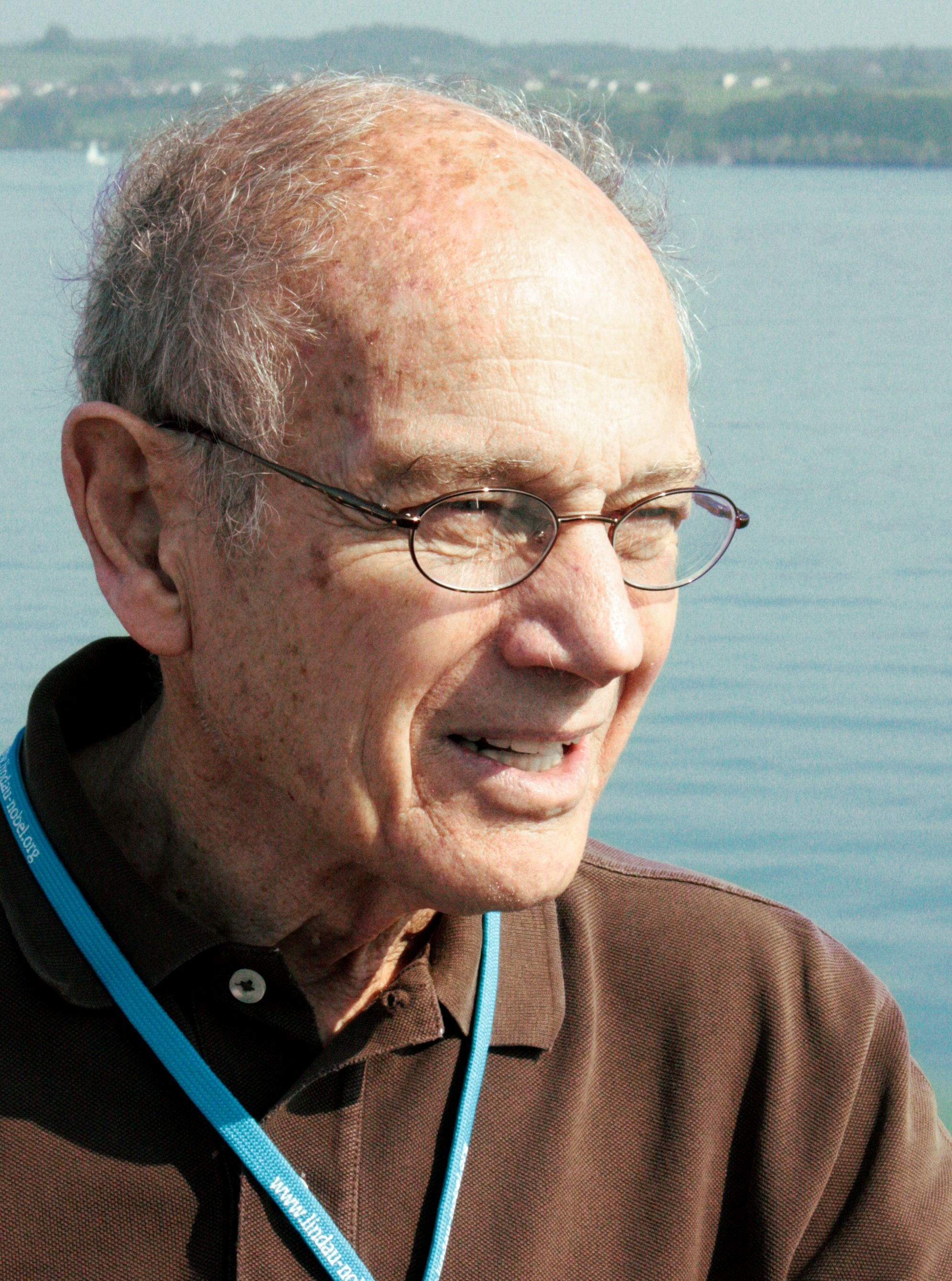
James Cronin
25 augustus

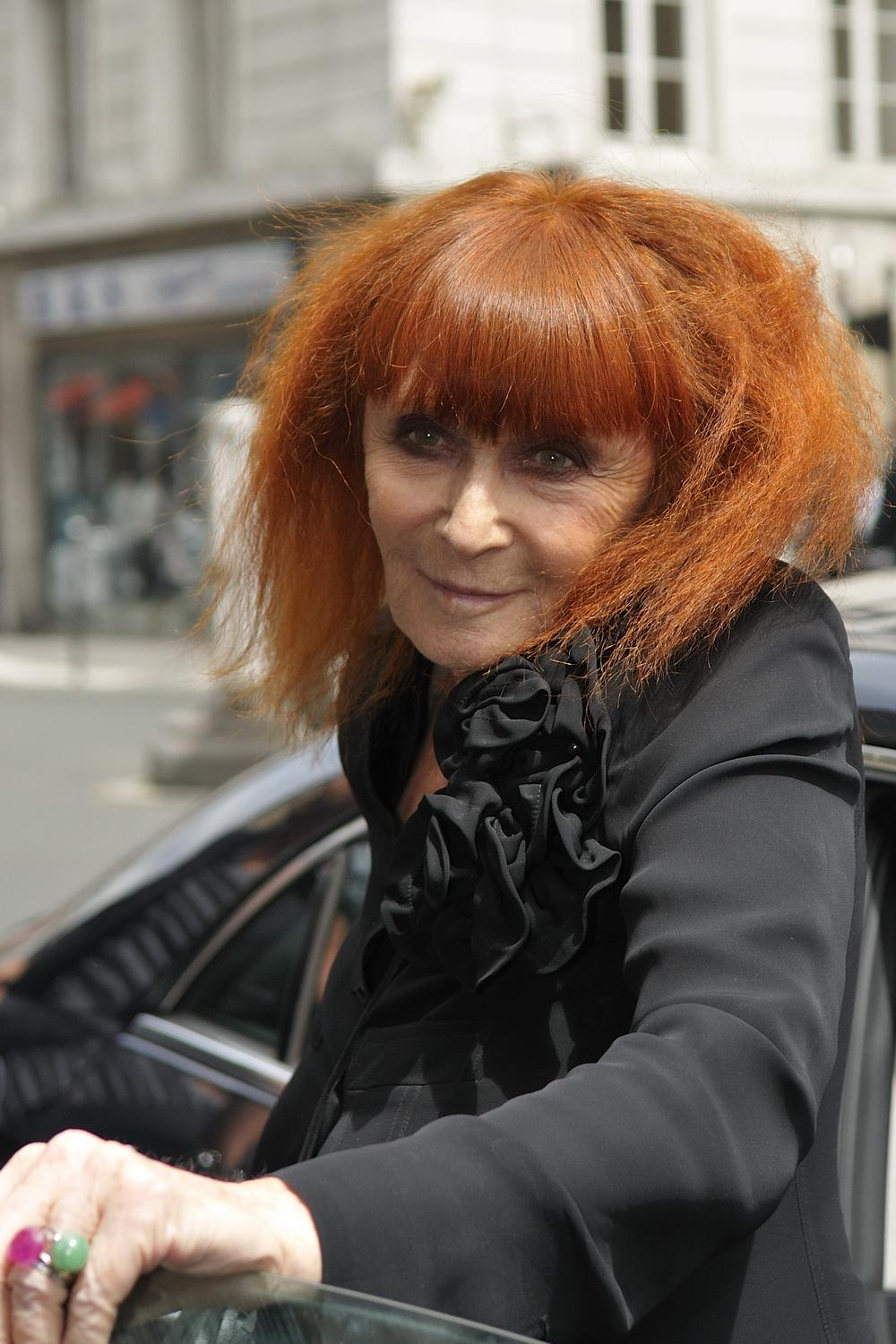
Sonia Rykiel
25 augustus

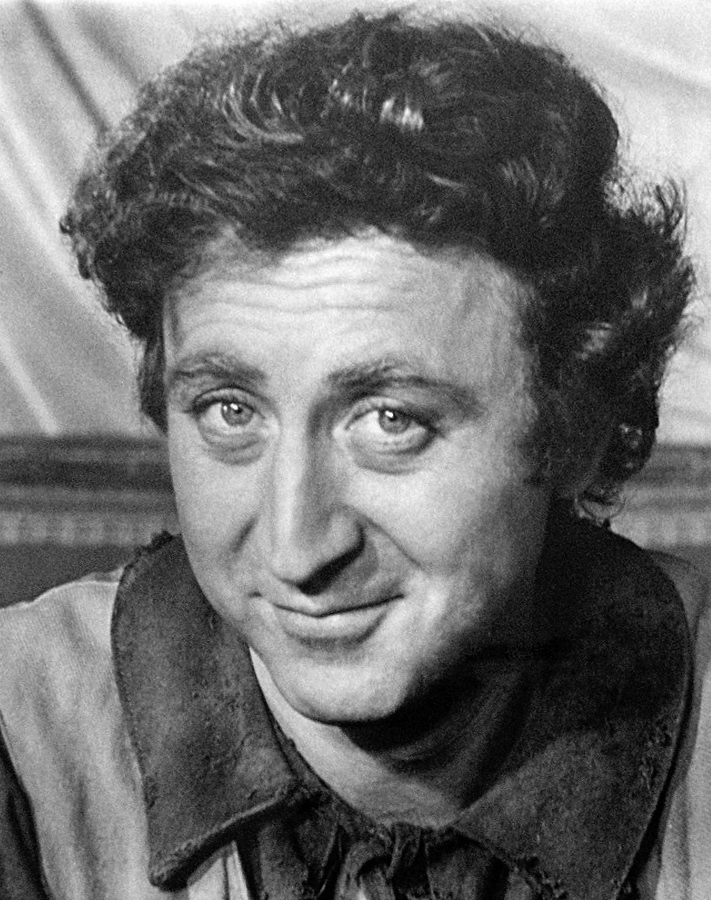
Gene Wilder
29 augustus

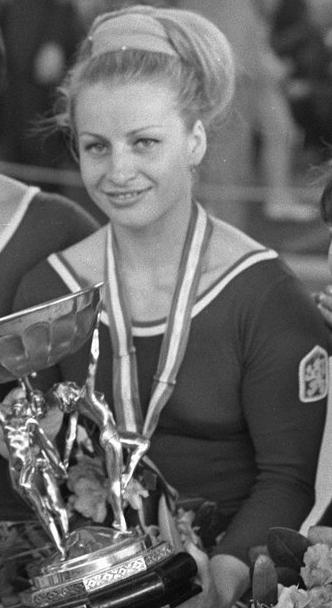
Věra Čáslavská
30 augustus

| 1 | 2 | 3 | 4 | 5 | 6 | 7 | 8 | 9 | 10 | 11 | 12 | 13 | 14 | 15 | 16 | 17 | 18 | 19 | 20 | 21 | 22 | 23 | 24 | 25 | 26 | 27 | 28 | 29 | 30 | 31 |
| - | - | - | - | - | - | - | - | - | -- | -- | -- | -- | -- | -- | -- | -- | -- | -- | -- | -- | -- | -- | -- | -- | -- | -- | -- | -- | -- | -- |

### 1 augustus
- Anne van Bourbon-Parma (92), Franse prinses[1]
- Dai Dower (83), Brits bokser[2]
- Piet De Pauw (83), Belgisch atleet[3]
- Harrie Langman (85), Nederlands politicus en econoom[4]
- Nel Linssen (80), Nederlands sieraadkunstenaar[5]

### 2 augustus
- Terence Bayler (86), Brits acteur[6]
- Forbes Carlile (95), Australisch zwemcoach[7]
- David Huddleston (85), Amerikaans acteur[8]
- Franciszek Macharski (89), Pools kardinaal[9]
- Neil Wilkinson (61), Brits voetballer[10]
- Ahmed Zewail (70), Egyptisch-Amerikaans scheikundige en Nobelprijswinnaar[11]

### 3 augustus
- Chris Amon (73), Nieuw-Zeelands autocoureur[12]
- Peter J. Chevalier (50), Amerikaans acteur[13]
- Mel Hurtig (84), Canadees uitgever[14]
- Suzette Verhoeven (71), Belgisch politica en bestuurster[15]

### 4 augustus
- Jan Kooge (81), Nederlands voetballer[16]
- Patrice Munsel (91), Amerikaans sopraan[17]
- Zinaida Sharko (87), Russisch actrice[18]

### 5 augustus
- Paul Bijttebier (85), Belgisch arts en politicus[19]
- Alphons Egli (91), Zwitsers politicus[20]
- Annet Nieuwenhuijzen (85), Nederlands actrice[21]
- Freddy Sunder (85), Belgisch muzikant[22]

### 6 augustus
- Pete Fountain (86), Amerikaans jazzmuzikant[23]
- Ivo Pitanguy (90), Braziliaans plastisch chirurg[24]
- Jack Sears (86), Brits auto- en rallycoureur[25]
- Jan Wilsgaard (86), Noors Amerikaans ingenieur en auto-ontwerper[26]

### 7 augustus
- Gustavo Bueno (91), Spaans filosoof[27]
- Bryan Clauson (27), Amerikaans autocoureur[28]
- Mito Croes (70), Arubaans politicus[29]
- Alan Dossor (74), Brits theater- en filmregisseur[30]
- Midget Farrelly (71), Australisch surfer[31]
- René Van Laken (78), Belgische muziekleraar en gitarist[32]
- Cees van Leeuwen (73), Nederlands artiestenmanager[33]
- Sagan Lewis (63), Amerikaans actrice[34]
- Janus van der Zande (91), Nederlands atleet[35]

### 8 augustus
- Max de Bok (83), Nederlands journalist[36]
- Edward Daly (82), Iers bisschop en activist[37]
- Luc Lamon (64), Belgisch sportjournalist[38]

### 9 augustus
- Bill Alsup (78), Amerikaans autocoureur[39]
- Karl Bögelein (89), Duits voetbaldoelman[40]
- Padraig Duggan (67), Iers gitarist[41]
- Gerald Cavendish Grosvenor (64), Brits landeigenaar, 6e Hertog van Westminster[42]
- Siegbert Horn (66), Duits olympisch kampioen kanovaren[43]
- Philippe Roberts-Jones (91), Belgisch kunsthistoricus[44]

### 10 augustus
- Iris Kells (93), Australisch Brits sopraan[45]
- Emanuel Kummer (89), Nederlands schrijver, vertaler en literatuurwetenschapper[46]

### 11 augustus
- Abe Kuipers (97), Nederlands kunstenaar[47]

### 12 augustus
- Ruby Wilson (68), Amerikaans zangeres[48]

### 13 augustus
- Kenny Baker (81), Brits acteur, muzikant[49]
- Gita Hall (82), Zweeds model en actrice[50]
- Allen Kelley (83), Amerikaans basketballer[51]
- Françoise Mallet-Joris (86), Belgisch-Frans schrijfster[52]
- Georges Séguy (89), Frans vakbondsman[53]
- Joyce Carol Thomas (78), Amerikaans kinderboekenschrijfster[54]
- Liam Tuohy (83), Iers voetballer en voetbalcoach[55]

### 14 augustus
- Fyvush Finkel (93), Amerikaans acteur[56]
- Aboud Jumbe (96), politicus uit Zanzibar[57]
- Hermann Kant (90), Duits schrijver[58]

### 15 augustus
- Dalian Atkinson (48), Engels voetballer[59]
- Jean Barthélemy (83), Belgisch architect en stedenbouwkundige[60]
- Solange Fasquelle (83), Frans schrijfster[61]
- Monique Koeyers-Felida (49), Curaçaos politicus[62]
- Bé Lutken (75), Nederlands politiefunctionaris[63]

### 16 augustus
- Andrew Florent (45), Australisch tennisspeler[64]
- João Havelange (100), Braziliaans sportbestuurder[65]

### 17 augustus
- John Ellenby (75), Brits zakenman[66]
- Arthur Hiller (92), Canadees regisseur[67]
- Maurice Opinel (88), Frans ondernemer[68]
- John Martinus (77), Deens acteur[69]
- Víctor Mora (85), Spaans schrijver[70]
- Iwan Vaudelle (69), Surinaams-Nederlands muzikant[71]

### 18 augustus
- Baby Dalupan (92), Filipijns basketballer en basketbalcoach[72]
- Marijke Jongbloed (60), Nederlands filmmaker[73]
- Jérôme Monod (85), Frans industrieel[74]
- Ernst Nolte (93), Duits historicus[75]
- Jan Van Cauwelaert (102), Belgisch bisschop[76]

### 19 augustus
- Miep Brons (72), Nederlands zakenvrouw[77]
- Donald Henderson (87), Amerikaans wetenschapper[78]
- Lou Pearlman (62), Amerikaans muziekproducer en fraudeur[79]
- Nina Romasjkova (87), Sovjet-Russisch atlete[80]
- Horacio Salgán (100), Argentijns tangomuzikant[81]

### 20 augustus
- Daniela Dessì (59), Italiaans operazangeres[82]
- Matt Roberts (38), Amerikaans gitarist[83]

### 21 augustus
- Antony Jay (86), Brits scenarioschrijver[84]

### 22 augustus
- Daan de Ligt (63), Nederlands dichter[85]
- Jacqueline Pagnol (95), Frans actrice[86]
- Sellapan Ramanathan (92), Singaporees president[87]
- Gilli Smyth (83), Brits muzikante[88]
- Toots Thielemans (94), Belgisch jazzmuzikant en componist[89]

### 23 augustus
- Steven Hill (94), Amerikaans acteur[90]
- Henri de Turenne (94), Frans journalist[91]
- Ria Vedder-Wubben (65), Nederlands politica[92]

### 24 augustus
- Michel Butor (89), Frans schrijver[93]
- Gilles-Gaston Granger (96), Frans filosoof[94]
- Walter Scheel (97), Duits politicus[95]
- Roger Tsien (64), Chinees-Amerikaans biochemicus[96]

### 25 augustus
- James Cronin (84), Amerikaans kernfysicus[97]
- André Dehertoghe (75), Belgisch atleet[98]
- Marvin Kaplan (89), Amerikaans acteur, filmregisseur en scenarioschrijver[99]
- Sergej Martsjoek (64), Russisch schaatser[100]
- Sonia Rykiel (86), Frans modeontwerpster[101]
- Rudy Van Gelder (91), Amerikaans geluidstechnicus[102]

### 26 augustus
- Harald Grønningen (81), Noors langlaufer[103]
- Ton Pronk (75), Nederlands voetballer[104]
- Ab Tamboer (65), Nederlands drummer[105]
- Jiří Tichý (82), Tsjecho-Slowaaks voetballer[106]

### 27 augustus
- Alcindo (71), Braziliaans voetballer[107]

### 28 augustus
- Binyamin Ben-Eliezer (80), Israëlisch legerofficier en politicus[108]
- Paul de Roux (79), Frans dichter[109]
- Harry Fujiwara (82), Amerikaans professioneel worstelaar en manager[110]
- Juan Gabriel (66), Mexicaans zanger[111]
- Raymond Lokhin (53), Surinaams trompettist[112]

### 29 augustus
- Bronisław Baczko (92), Pools filosoof en historicus[113]
- Pieter Steinz (52), Nederlands journalist en schrijver[114]
- Gene Wilder (83), Amerikaans acteur, komiek en scenarioschrijver[115]

### 30 augustus
- Josip Bukal (70), Joegoslavisch voetballer[116]
- Věra Čáslavská (74), Tsjechisch turnster[117]
- Hoot Hester (65), Amerikaans muzikant[118]
- Marc Riboud (93), Frans fotograaf[119]
- Joe Sutter (95), Amerikaans ingenieur[120]

### 31 augustus
- Samo Hubad (99), Sloveens dirigent[121]
- Beata Kolis (58), Pools journaliste[122]
- Jacques Leduc (84), Belgisch componist en muziekpedagoog[123]

januari ·
februari ·
maart ·
april ·
mei ·
juni ·
juli ·
augustus ·
september ·
oktober ·
november ·
december
1900 ·
1901 ·
1902 ·
1903 ·
1904 ·
1905 ·
1906 ·
1907 ·
1908 ·
1909 ·
1910 ·
1911 ·
1912 ·
1913 ·
1914 ·
1915 ·
1916 ·
1917 ·
1918 ·
1919 ·
1920 ·
1921 ·
1922 ·
1923 ·
1924 ·
1925 ·
1926 ·
1927 ·
1928 ·
1929 ·
1930 ·
1931 ·
1932 ·
1933 ·
1934 ·
1935 ·
1936 ·
1937 ·
1938 ·
1939 ·
1940 ·
1941 ·
1942 ·
1943 ·
1944 ·
1945 ·
1946 ·
1947 ·
1948 ·
1949 ·
1950 ·
1951 ·
1952 ·
1953 ·
1954 ·
1955 ·
1956 ·
1957 ·
1958 ·
1959 ·
1960 ·
1961 ·
1962 ·
1963 ·
1964 ·
1965 ·
1966 ·
1967 ·
1968 ·
1969 ·
1970 ·
1971 ·
1972 ·
1973 ·
1974 ·
1975 ·
1976 ·
1977 ·
1978 ·
1979 ·
1980 ·
1981 ·
1982 ·
1983 ·
1984 ·
1985 ·
1986 ·
1987 ·
1988 ·
1989 ·
1990 ·
1991 ·
1992 ·
1993 ·
1994 ·
1995 ·
1996 ·
1997 ·
1998 ·
1999 ·
2000 ·
2001 ·
2002 ·
2003 ·
2004 ·
2005 ·
2006 ·
2007 ·
2008 ·
2009 ·
2010 ·
2011 ·
2012 ·
2013 ·
2014 ·
2015 ·
2016 ·
2017 ·
2018 ·
2019 ·
2020 ·
2021 ·
2022 ·
2023 ·
2024 ·
2025